# Bedford Brown
Bedford Brown (Caswell megye, 1795. június 6. – Caswell megye, 1870. december 6.) az Amerikai Egyesült Államok szenátora (Észak-Karolina, 1829–1840).